# Anthaxia sordidata
Anthaxia sordidata es una especie de escarabajo del género Anthaxia, familia Buprestidae. Fue descrita científicamente por Gestro en 1895.

## Distribución
Habita en el Neártico, Neotrópico, región indomalaya, Paleártico y región afrotropical.